# Distribuzione paretiana

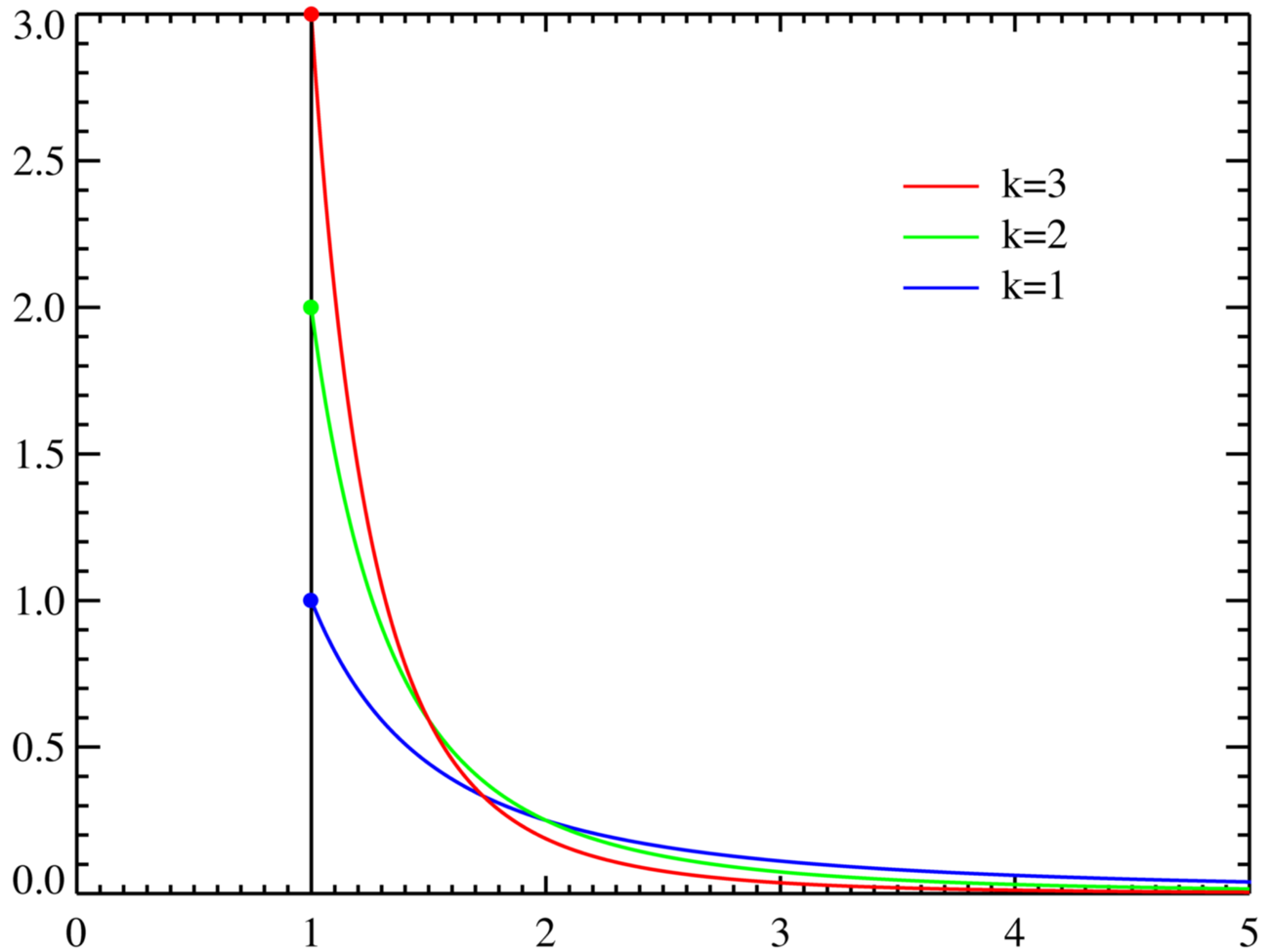
Schema di una distribuzione paretiana

In teoria delle probabilità la distribuzione paretiana (o distribuzione di Pareto,  così chiamata in onore di Vilfredo Pareto) è una distribuzione di probabilità continua, utilizzata in particolar modo per descrivere la distribuzione dei redditi.

## Metodologia
La funzione di densità di probabilità associata alla distribuzione paretiana è:
{\displaystyle \ f(x)={\frac {\alpha \beta ^{\alpha }}{x^{\alpha +1}}}}

{\displaystyle f(x)={\begin{cases}{\dfrac {\alpha \beta ^{\alpha }}{x^{\alpha +1}}}&{\text{per }}x\geq \beta \\0&{\text{per }}x<\beta \end{cases}}}
La distribuzione paretiana è caratterizzata da due parametri: uno di posizione {\displaystyle \beta } positivo, che è il valore minimo che può assumere {\displaystyle X},  e un parametro di forma {\displaystyle \alpha }, anch'esso positivo, che viene spesso indicato come "indice coda".
La variabile casuale paretiana è spesso utilizzata per modellizzare la distribuzione del reddito; in tal caso, {\displaystyle \beta } viene interpretato come reddito minimo.
Integrando la funzione densità tra {\displaystyle \beta } e {\displaystyle x\in (\beta ;+\infty )} si ottiene la funzione di distribuzione:
{\displaystyle {\begin{alignedat}{2}F_{X}(x)=\alpha \beta ^{\alpha }\int _{\beta }^{+\infty }\xi ^{-(\alpha +)}d\xi &=\alpha \beta ^{\alpha }\cdot -{\frac {1}{\alpha }}\xi ^{-\alpha }{\bigg |}_{\beta }^{+\infty }=-\beta ^{\alpha }\cdot {\dfrac {1}{\xi ^{\alpha }}}{\bigg \vert }_{\beta }^{x}\\[2ex]&=-\beta ^{\alpha }\left({\dfrac {1}{x^{\alpha }}}-{\dfrac {1}{\beta ^{\alpha }}}\right)=1-\left({\dfrac {\beta }{x}}\right)^{\alpha }\end{alignedat}}}
{\displaystyle F(x)={\begin{cases}1-{\bigg (}{\dfrac {\beta }{x}}{\bigg )}^{\alpha }&{\text{per }}x\geq \beta \\0&{\text{per }}x<\beta \end{cases}}}
I suoi principali parametri sono:
Momenti ordinari{\displaystyle {\begin{aligned}\mu _{1}&=\displaystyle \int _{\beta }^{+\infty }x{\dfrac {\alpha \beta ^{\alpha }}{x^{\alpha +1}}}\,dx=\alpha \beta ^{\alpha }\displaystyle \int _{\beta }^{+\infty }x^{-\alpha }\,dx=\alpha \beta ^{\alpha }\cdot {\dfrac {x^{1-\alpha }}{1-\alpha }}{\bigg \vert }_{\beta }^{+\infty }\\[2ex]&={\dfrac {\alpha \beta ^{\alpha }}{1-\alpha }}\cdot {\dfrac {1}{x^{\alpha -1}}}{\bigg \vert }_{\beta }^{+\infty }={\dfrac {\alpha \beta ^{\alpha }}{1-\alpha }}\left(0-{\dfrac {1}{\beta ^{\alpha -1}}}\right)={\dfrac {\alpha \beta }{\alpha -1}}\\\end{aligned}}}
Da cui si ottiene:
{\displaystyle \mu _{1}={\begin{cases}{\dfrac {\alpha \beta }{\alpha -1}}&{\text{per }}\alpha >1\\\infty &{\text{per }}\alpha \leq 1\end{cases}}}

{\displaystyle {\begin{aligned}\mu _{2}&=\alpha \beta ^{\alpha }\int _{\beta }^{+\infty }{\dfrac {x^{2}}{x^{\alpha +1}}}\,dx=\alpha \beta ^{\alpha }\int _{\beta }^{+\infty }x^{1-\alpha }\,dx=\alpha \beta ^{\alpha }\cdot {\dfrac {1}{2-\alpha }}x^{2-\alpha }{\bigg \vert }_{\beta }^{+\infty }\\[2ex]&=\alpha \beta ^{\alpha }\cdot {\dfrac {1}{2-\alpha }}{\dfrac {1}{x^{\alpha -2}}}{\bigg \vert }_{\beta }^{+\infty }=\alpha \beta ^{\alpha }\cdot {\dfrac {1}{2-\alpha }}\left(0-{\dfrac {1}{\beta ^{\alpha -2}}}\right)\\[2ex]&=-{\dfrac {\alpha \beta ^{\alpha }}{2-\alpha }}\cdot {\dfrac {1}{\beta ^{\alpha -2}}}={\dfrac {\alpha \beta ^{2}}{\alpha -2}}\end{aligned}}}
Da cui si ricava:
{\displaystyle \mu _{2}={\begin{cases}{\dfrac {\alpha \beta ^{2}}{\alpha -2}}&{\text{per }}\alpha >2\\\infty &{\text{per }}\alpha \leq 2\end{cases}}}
In generale un momento di ordine {\displaystyle n} è definito come:
{\displaystyle \mu _{n}={\begin{cases}{\dfrac {\alpha \beta ^{n}}{x-n}}&{\text{per }}\alpha >n\\\infty &{\text{per }}\alpha \leq n\end{cases}}}

### Funzione generatrice dei momenti
{\displaystyle M(\theta )=E[e^{\theta x}]=\alpha (-\beta \theta )^{\alpha }\Gamma (-\alpha ,-\beta \theta )}
dove {\displaystyle \Gamma (-\alpha ,-\beta \theta )} è una funzione gamma incompleta.
La funzione generatrice di momenti è definita solo per valori non positivi di {\displaystyle \theta }. 
Varianza{\displaystyle {\begin{aligned}\sigma ^{2}&=\mu _{2}-\mu _{1}^{2}={\dfrac {\alpha \beta ^{2}}{\alpha -2}}-\left({\dfrac {\alpha \beta }{\alpha -1}}\right)^{2}={\dfrac {\alpha \beta ^{2}}{\alpha -2}}-{\dfrac {\alpha ^{2}\beta ^{2}}{(\alpha -1)^{2}}}\\[2ex]&={\dfrac {\alpha \beta ^{2}(\alpha -1)^{2}-\alpha ^{2}\beta ^{2}(\alpha -2)}{(\alpha -2)(\alpha -1)^{2}}}\\[2ex]&={\dfrac {\alpha ^{3}\beta ^{2}+\alpha \beta ^{2}-2\alpha ^{2}\beta ^{2}-\alpha ^{3}\beta ^{2}+2\alpha ^{2}\beta ^{2}}{(\alpha -2)(\alpha -1)^{2}}}\\[2ex]&={\dfrac {\alpha \beta ^{2}}{(\alpha -2)(\alpha -1)^{2}}}\end{aligned}}}
Da cui ricaviamo:
{\displaystyle \sigma ^{2}={\begin{cases}{\dfrac {\alpha \beta ^{2}}{(\alpha -2)(\alpha -1)^{2}}}&{\text{per }}\alpha >2\\\infty &{\text{per }}\alpha \in (1;2]\end{cases}}}
Si noti che per {\displaystyle \alpha \leq 1} la varianza non esiste.
Mediana
{\displaystyle 1-{\bigg (}{\frac {\beta }{\xi _{0.5}}}{\bigg )}^{\alpha }={\frac {1}{2}}\rightarrow {\bigg (}{\frac {\beta }{\xi _{0.5}}}{\bigg )}^{\alpha }={\frac {1}{2}}}
{\displaystyle \xi _{0.5}={\sqrt[{\alpha }]{2}}\beta }
Simmetria{\displaystyle \beta _{1}={\frac {4(\alpha -2)(\alpha +1)^{2}}{\alpha (\alpha -3)^{2}}}}  per  {\displaystyle \alpha >3}
Curtosi{\displaystyle \beta _{2}={\frac {3(\alpha -2)(3\alpha ^{2}+\alpha +2)}{\alpha (\alpha -3)(\alpha -4)}}}  per  {\displaystyle \alpha >4}

## Caratteristiche
La variabile casuale paretiana ha elasticità costante (negativa):
ε(x) = df / f / dx / x = -(α+1)
che può essere interpretato nel senso che, qualunque sia il reddito x0
seper il reddito x0 abbiamo y0 persone che lo guadagnano
alloraper il reddito x0+1% ci saranno y0-(α+1)% persone